# جغرافیای کشاورزی ایران
جغرافیای کشاورزی ایران کتابی از تقی بهرامی است که در سال ۱۳۳۳ منتشر و برندهٔ جایزه کتاب سال سلطنتی شد.